# Petra Zindler
Petra Zindler (n. 11 februarie 1966, Köln, RFG) este o înotătoare germană, medaliată olimpică. A participat la o ediție a Jocurilor Olimpice (1984) în care a câștigat o medalie de bronz.

## Participări
Lista de mai jos prezintă principalele competiții la care a participat Petra Zindler de-a lungul carierei.
- swimming at the 1984 Summer Olympics – women's 400 metre individual medley[*]